# Stratton (Vermont)
Stratton es un pueblo ubicado en el condado de Windham en el estado estadounidense de Vermont. En el año 2010 tenía una población de 216 habitantes y una densidad poblacional de 1.7 personas por km².

## Geografía
Stratton se encuentra ubicado en las coordenadas 43°3′41″N 72°54′15″O / 43.06139, -72.90417.

## Demografía
Según la Oficina del Censo en 2000 los ingresos medios por hogar en la localidad eran de $39,688 y los ingresos medios por familia eran $43,750. Los hombres tenían unos ingresos medios de $36,875 frente a los $28,125 para las mujeres. La renta per cápita para la localidad era de $32,489. Alrededor del 5% de la población estaban por debajo del umbral de pobreza.